# Frente Cívico por Santiago
El Frente Cívico por Santiago es un frente político electoral en la Provincia de Santiago del Estero. Funciona como un bloque en el Congreso de la Nación, donde tiene 6 miembros en la Cámara de Diputados y 2 en la Cámara de Senadores.
Actualmente gobierna la provincia de Santiago del Estero, y casi la totalidad de sus municipios (incluida la Capital).
En las elecciones de 2017 estuvo integrado por: Movimiento Nacional Alfonsinista, Partido Federal, Concertación Radical, Movimiento de Acción Vecinal, Partido Justicialista, Kolina, Frente Renovador, Partido Fe, Partido Social de Centro, Movimiento Justicia y Libertad, y Nueva Alternativa.

## Historia

### Inicios
Este Frente se constituyó originalmente por la Unión Cívica Radical, algunas agrupaciones peronistas provinciales y otros partidos políticos menores. Tras la intervención federal a la provincia, que llevó adelante el entonces presidente Néstor Kirchner en 2004, la cual destituyó al caudillo peronista Carlos Arturo Juárez, quien gobernó la provincia en 6 oportunidades diferentes junto a su esposa Mercedes Aragonés de Juárez, desde 1948.
El interventor federal Pablo Lanusse llamó a elecciones para restablecer el orden en la provincia para el 27 de febrero de 2005. En estas elecciones, el entonces intendente de la ciudad capital de Santiago del Estero Gerardo Zamora (UCR), lideró el Frente y resultó elegido gobernador de la provincia con el 46% de los votos, contra el 39% del Partido Justicialista. Ocupando el Frente Cívico, 24 de los 50 escaños electos dentro de la legislatura provincial.
En julio del mismo año, el recién entrante gobernador, llamó a elección de Convencionales Constituyentes para reformar la constitución provincial, ya que se encontraba vigente la del anterior régimen juarista. El Frente Cívico se incorporó al Frente de Unidad Santiagueña (frente que incluía a otros sectores opositores del Justicialismo provincial y del Movimiento Viable), este frente obtuvo el 87% de los votos, ocupando 45 de los 50 cargos a Convencionales.
En las elecciones legislativas del 23 de octubre del mismo año, el frente ganó los 3 escaños a diputados nacionales en disputa en la provincia para el periodo 2005-2009, con el 71% de los votos.

### Concertación Plural

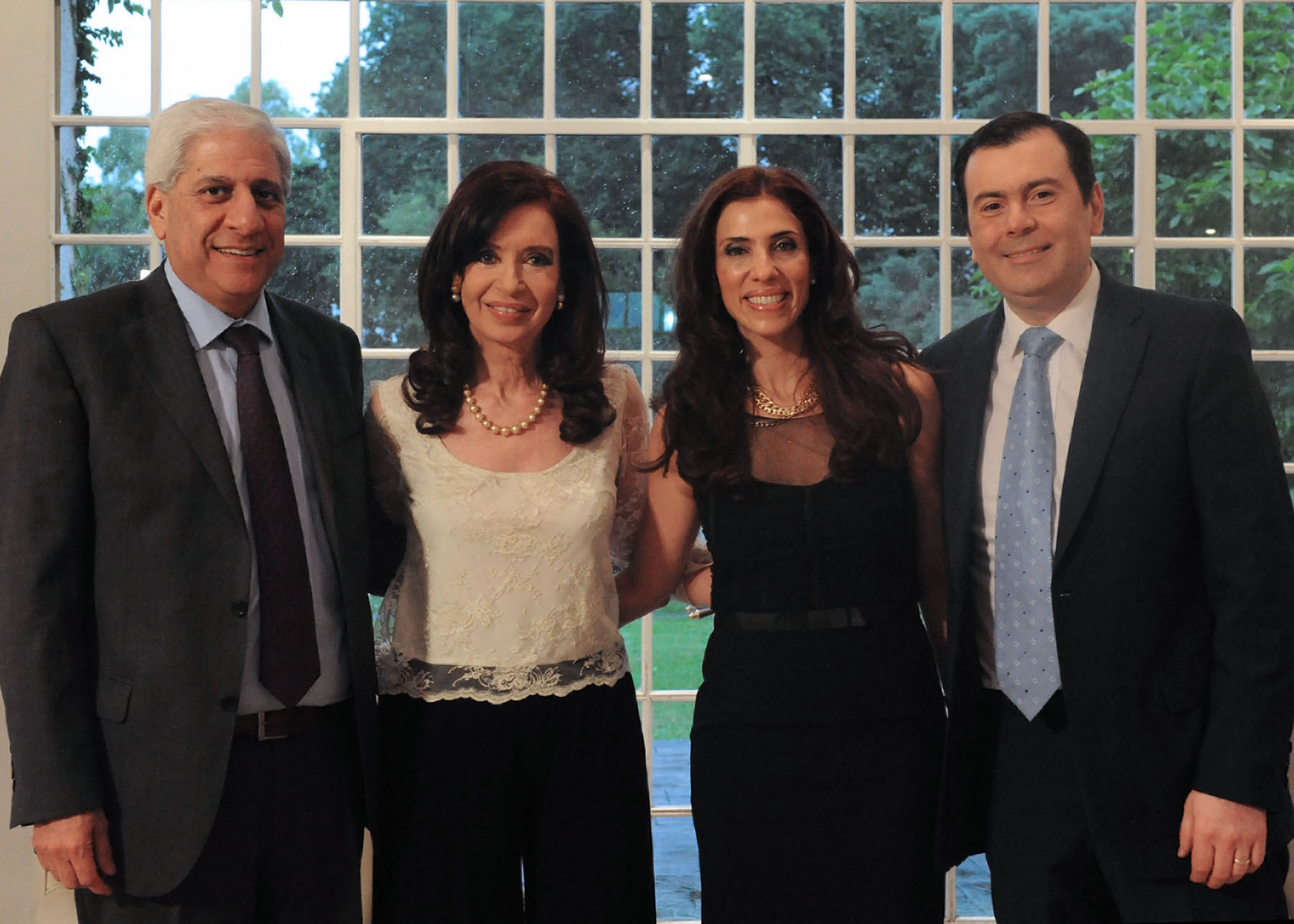
Referentes del Frente Cívico por Santiago junto a la Presidenta Cristina Fernández de Kirchner reunidos en diciembre de 2013. De izquierda a derecha: José Emilio Neder (vicegobernador de Santiago del Estero), Cristina Kirchner, Claudia Ledesma Abdala (gobernadora de Santiago del Estero) y Gerardo Zamora (exgobernador de Santiago del Estero 2005-2013, actual senador nacional y esposo de Claudia Ledesma).

Con la creación de la Concertación Plural a nivel nacional para apoyar el gobierno del presidente Néstor Kirchner, el Frente Cívico se adhirió a la misma, tomando un perfil marcadamente Kirchnerista, incluyéndose al frente y a sus referentes de origen radical dentro del grupo denominado Radicales K.
En 2007 el Frente apoyaría la candidatura a la Presidencia de Cristina Fernández de Kirchner. En las elecciones a legisladores nacionales el Frente ganó las cuatro posiciones para diputado nacional en disputa por la Provincia para el periodo 2007-2011, obteniendo de esta manera la totalidad de las bancas de diputados por Santiago del Estero en el Congreso Nacional, y los dos escaños a senadores nacionales por la mayoría, para el periodo 2007-2013.

### Fractura Radical
Tras la crisis por las retenciones móviles en 2008, el Radicalismo a nivel nacional se fracturó y se distanció fuertemente del oficialismo. Entre esto se destaca la votación del Senador Nacional por Santiago del Estero, Emilio Rached electo en 2007 por el Frente Cívico, quien fue el último en votar el proyecto de la Resolución 125 en el Congreso y quien voto, contrariamente al oficialismo y al de los demás legisladores del Frente Cívico. Por lo que el entonces Radical, Vicepresidente de la Nación y Presidente del Senado, Julio Cobos, tuvo que desempatar, votando negativamente y rechazando el congreso el proyecto oficialista.
En ese momento, el senador Rached, abandonó el Frente Cívico y se alineó al bloque de la Unión Cívica Radical, pasando a tener un marcado perfil opositor, deslindándose tanto del oficialismo nacional como del provincial.
El Frente Cívico, que mostró su apoyo incondicional al gobierno nacional durante la crisis, fue repudiado por las autoridades a nivel nacional de la Unión Cívica Radical. Quienes intervinieron el comité provincial del partido y expulsaron a sus referentes, entre ellos incluido el gobernador Zamora, de este partido. Aun así, los referentes provinciales del Frente Cívico siguieron utilizando en las calles el logo y el nombre del partido, sin tener el reconocimiento oficial del mismo.

### Elecciones provinciales del 2008
El 30 de noviembre de 2008, se celebraron nuevas elecciones provinciales para renovar las autoridades ejecutivas y legislativas para el periodo 2009-2013, en la cual el gobernador Gerardo Zamora fue reelecto con el 85% de los votos, con la lista del Frente Cívico. La candidatura a gobernador fue respaldada por otras listas que presentaron sus propios candidatos a diputados provinciales. Mientras que la lista a diputados propia del Frente Cívico obtuvo 27 de los 40 escaños en la legislatura provincial, con un 59% de los votos en la categoría legislativa. Esta elección tuvo una participación del 57% de los votantes habilitados.

### Elecciones nacionales y municipales
En las legislativas nacionales del 2009, el Frente Cívico volvería a renovar las tres bancas a diputados nacionales, manteniendo así la totalidad de la representación santiagueña en la Cámara de Diputados de la Nación con el 62% de los votos.
En las elecciones municipales generales en la provincia en 2010, el Frente Cívico logró ganar o renovar la intendencia de 24 de las 26 municipalidades en las que hubo comicios.
Durante las elecciones nacionales a presidente de la nación celebradas en el año 2011, el Frente Cívico respaldó la reelección de la entonces presidenta Cristina Kirchner, quien logró obtener un 82% de los votos en la provincia. En las legislativas para renovar las bancas a diputados nacionales por Santiago que se celebraron simultáneamente a las elecciones presidenciales, el Frente Cívico obtuvo el 71% de los votos, logrando obtener los 4 cargos en disputa, manteniendo así su representación exclusiva dentro de los diputados nacionales santiagueños.

### Elecciones provinciales y nacionales del 2013

#### Legislativas Nacionales
En las elecciones del 27 de octubre de 2013, se ponían en juego cargos provinciales y nacionales. En esta, el Frente Cívico por Santiago obtuvo el 76,44% en la categoría de diputados nacionales, quedándose con las 3 bancas en juego. Y ganó con el 48,25% las dos bancas por la mayoría en el senado de la nación. Resultando ser senadores electos Ada Itúrrez de Capellini y Daniel Brue para el periodo 2013-2019, este último renunciaría a la senaduría para que pueda asumir Gerardo Zamora, quien era el primer suplente en la lista a senadores nacionales asume como senador nacional. El Frente Popular llevaba como candidato a senador a Gerardo Montenegro, quien hasta entonces era diputado por el Frente Cívico dentro de la legislatura provincial pero se presentaba por otro partido para vulnerar la constitución nacional argentina y poder conseguir la tercera banca en el senado que es reservada para la minoría, y fue elegido senador por la minoría con el 28,53% de los votos.
En ese mismo año fue elegido como diputado provincial, integrando el bloque del Frente Cívico por Santiago en la Cámara de Diputados de Santiago del Estero. En 2013 fue elegido senador nacional por su provincia. Montenegro asumió su banca para el periodo 2013-2019 en el senado de la nación.

#### Legislativas Provinciales
En la elección a legisladores provinciales que renovaron la totalidad de la cámara de diputados provincial, el oficialismo encarnado en la lista del Frente Cívico presentó una lista única de candidatos, a diferencia de elecciones anteriores en las cuales distintos sectores que comulgaban con el oficialismo iban divididos en distintas colectoras. Esta lista obtuvo 33 de las 40 bancas que se ponían en juego.

#### Elección a gobernador de la provincia de Santiago del Estero
En medio de una controvertida medida judicial, el gobernador Gerardo Zamora fue habilitado a un tercer mandato tras una resolución de la jueza en lo Civil y Comercial de II Nominación de la provincia, Andrea Suárez, que declaró “inconstitucional” la cláusula transitoria 6° de la Constitución Provincial, a través de la cual se considera el período 2005-2009 como primer mandato.
Repitiendo la fórmula, con su entonces vicegobernador Ángel Niccolai, el gobernador Gerardo Zamora anunció el 19 de septiembre de 2013 su postulación a la gobernación en el marco de las elecciones provinciales a gobernador, vicegobernador y diputados provinciales que se iba a llevar a cabo el día 27 de octubre simultáneamente con las elecciones legislativas nacionales. Sin embargo, su postulación fue anulada por la Suprema Corte de Justicia de la Nación el 22 de octubre, tras una presentación de la Unión Cívica Radical alegando la inconstitucionalidad del fallo que habilitaba a Zamora para un tercer mandato.
Dicho alegato fue confirmado por la Corte Suprema de Justicia y las elecciones fueron suspendidas para el 1 de diciembre del mismo año. Ante la situación, el Frente Cívico por Santiago postuló a Claudia Ledesma Abdala, como gobernadora y a José Emilio Neder, el entonces Ministro de Gobierno y Seguridad de la provincia, como vicegobernador, resultando electa esta fórmula con el 64,67% de los votos.

## Resultados electorales

### Gobernador y Vicegobernador de Santiago del Estero
|  | 46.48 % |

|  | 85.30 % |

|  | 64.67 % |

|  | 68.33 % |

|  | 62.07 % |

### Legisladores de la Provincia de Santiago del Estero
|  | 44.98 % |

|  | 59.50 % |

|  | 74.63 % |

|  | 67,90 % |

|  | 36,25 % |

### Diputados Nacionales
|  | 71.05 % |

|  | 52.39 % |

|  | 62.35 % |

|  | 71.03 % |

|  | 77.00 % |

|  | 65.67 % |

|  | 70.09 % |

|  | 56.88 % |

|  | 63.50 % |

|  | 80.97 % |

### Senadores Nacionales
|  | 53.26 % |

|  | 48.00 % |

|  | 56.96 % |